# 에밀리 위커섐
에밀리 위커섐(Emily Wickersham, 1984년 4월 26일 ~ )은 미국의 배우이다.

## 출연 작품
- NCIS 시즌13 (2015)
- NCIS 시즌12 (2014)
- 로스트 (2012)
- 아이 엠 넘버 포 (2011)
- 리멤버 미 (2010)
- 챈스 일병의 귀환 (2009)
- 가드너 오브 에덴 (2007)
- 나의 특별한 사랑 이야기 (2007)